# Amt für Strassenverkehr und Schifffahrt des Kantons Freiburg

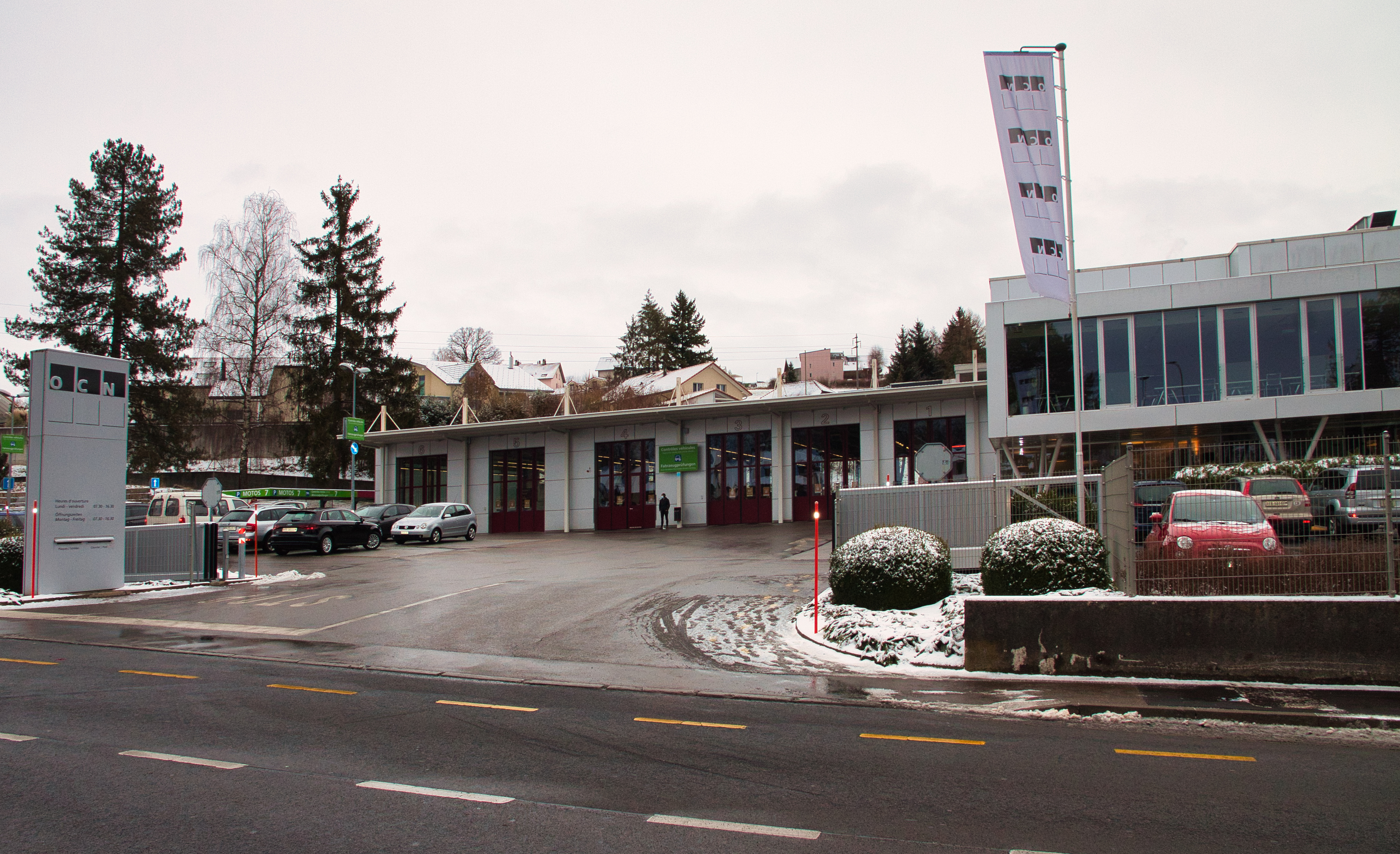
Amt für Strassenverkehr und Schifffahrt in Freiburg

Das Amt für Strassenverkehr und Schifffahrt des Kantons Freiburg (ASS) (französisch: Office de la Circulation et de la Navigation du canton de Fribourg, OCN) ist die kantonale zuständige Behörde für die Zulassung von Personen, Fahrzeugen und Schiffen auf Strassen und Gewässern. Es ist administrativ der Sicherheits-, Justiz- und Sportdirektion des Kantons Freiburg zugewiesen.
Das ASS nimmt für den Kanton Freiburg die Aufgabe wahr, die Verkehrszulassung für Fahrzeugführer, Fahrzeuge und Schiffe durchzuführen, damit sie allen Sicherheitsgarantien des Strassen- und Schifffahrtsverkehrs entsprechen.

## Kompetenzen
- Zulassung zum Strassenverkehr von Personen und Fahrzeugen: Inverkehrsetzung und technische Kontrolle aller Fahrzeugarten, Führerprüfungen[5] und Ausstellung von Führerausweisen[6] aller Kategorien
- Zulassung zum Schiffsverkehr von Personen und Schiffen: Inverkehrsetzung und technische Kontrolle, Führerprüfungen und Ausstellung von Schiffsführerausweisen
- Kurse und Aktionen zur Förderung der Verkehrssicherheit
- Administrativmassnahmen im Strassen-/Schiffsverkehr (Verwarnungen/Ausweisentzüge)
- Inkasso der kantonalen und eidgenössischen Verkehrssteuern (Strassenverkehrssteuern[7] und Schwerverkehrsabgaben[8])
- Vergabe von Kontrollschildern; Verkauf spezieller Kontrollschildnummern

## Geschichte

### Automobilbüro
Das ASS war bis 1997 ein kantonales Amt und trug den Namen «Automobilbüro».

### Selbständige öffentlich-rechtliche Anstalt
Am 1. Januar 1997 machte das Amt offiziell den Schritt von der staatlichen Dienststelle zum selbständigen, öffentlich-rechtlichen Unternehmen, als autonome Anstalt des öffentlichen Rechts. Die Verleihung des autonomen Status erfolgte im Rahmen der Strukturreform, die der Staatsrat des Kanton Freiburg durchführte, um die kantonale Verwaltungsführung flexibler und wirkungsorientiert zu gestalten.
Die Selbständigkeit räumt dem Amt die notwendige Handlungsfreiheit ein, um Geschäftsführung und Dienstleistungen dem sich rasch wandelnden und zunehmend wettbewerbsorientierten Umfeld anpassen zu können.
Seit dem 1. Januar 1997 ist das Amt eine im Handelsregister eingetragene eigene Rechtspersönlichkeit mit weitgehend autonomer Geschäftsführung.

## Organisation
Die Belegschaft setzt sich aus 100 Mitarbeitenden zusammen. Davon sind 30 Mitarbeitende als Verkehrsexperten angestellt.

### Standorte
Das ASS betreibt einen Sitz und zwei Zweigstellen im Kanton Freiburg. Dies mit dem ökologischen Aspekt (kurze Anfahrt) der Kundennähe.
- Freiburg: alle Dienstleistungen
- Bulle: Dienstleistungen für Fahrzeuge
- Domdidier: Dienstleistungen für Fahrzeuge

## Dienstleistungen

### Fahrzeugführer
Vom jungen Lernfahrschüler bis zum versierten Lenker begleitet das ASS alle, wobei der Hauptsitz alle Dienstleistungen anbietet und die Zweigstellen nur jene für Fahrzeuge erbringen.
- Zulassung zum Strassenverkehr (Fahrzeugführer und Fahrzeuge)
- Zulassung zum Schiffsverkehr (Schiffsführer und Schiffe)
- Präventionskurse zur Erhöhung der Verkehrssicherheit
- Administrativmassnahmen[12] (Verwarnungen und Ausweisentzüge)[13][14][15]
- Inkasso von kantonalen und eidgenössischen Verkehrssteuern (Strassenverkehrssteuern und Schwerverkehrsabgaben)
- Verkauf von Kontrollschildern (spezielle Nummern)

### Lernfahrschüler
Auf Antrag (Formular) wird dem Junglenker ein Lernfahrausweis ausgestellt. Für die Ausstellung eines Lernfahrausweises ist unter anderem der Besuch eines Nothilfekurses Voraussetzung. Die Führerprüfung umfasst einen theoretischen und einen praktischen Teil. Für einige spezielle Führerscheinkategorien ist eine Zusatztheorie erforderlich (C, C1/D1, D oder ARV-2). Die praktische Prüfung muss innert zwei Jahren nach bestandener Theorieprüfung erfolgen.
Mit der praktischen Führerprüfung stellt der Verkehrsexperte fest, ob der Kandidat fähig ist, ein Motorfahrzeug der entsprechenden Kategorie unter Einhaltung der Verkehrsregeln auch in schwierigen Verkehrssituationen vorausschauend und mit Rücksicht auf die übrigen Verkehrsteilnehmer zu führen.

### Fahrzeuge
Alle Fahrzeuge unterliegen für die Gewährleistung der Verkehrssicherheit einer gesetzlichen Prüfpflicht und müssen regelmässig zur Kontrolle vorgeführt werden. Die Kontrollbehörde überprüft dabei, ob das Fahrzeug die gesetzlich vorgeschriebenen Sicherheitsbestimmungen erfüllt. Jedes Jahr werden im Kanton Freiburg rund 97'000 Fahrzeuge auf ihre Verkehrstauglichkeit geprüft.

### Kontrollschilder
1896 wurde das erste Fahrzeug mit Freiburger Kontrollschildern immatrikuliert. Der Fahrzeughalter kann unter den freien Nummern wählen. Oft wird eine tiefe oder spezielle Nummer (z. B. ein Geburtsdatum) gewünscht. Für diese Schilder wurde eine Ersteigerungsplattform errichtet.
Der Kanton Freiburg publiziert einen Autoindex in Papierform. Darin sind alle Kontrollschilder mit Halter aufgelistet, sofern er nicht schriftlich auf die Publikation seiner Nummer verzichtet.

### Navigation
Der Kanton Freiburg verfügt über 24 Gewässer, dazu zählen 9 Seen. Wie der Fahrzeugpark muss auch der Schiffspark des Kantons Freiburg regelmässig kontrolliert werden, um die Sicherheit der Schifffahrt und den ökologischen Schutz der Gewässer sicherzustellen. Dienstleistungen im Zusammenhang mit der Schifffahrt werden in Freiburg angeboten.
Seine Dienstleistungen werden in deutscher sowie französischer Sprache angeboten.
Siehe auch: Strassenverkehrsamt, Schifffahrtsbehörde – Details zu den Angelegenheiten

### Prävention
Das ASS spielt eine wichtige Rolle im Bereich der Prävention im Strassenverkehr. Um die Führer über ihre Verantwortung und über die Folgen von unangemessenem Verhalten aufzuklären, organisiert das ASS spezifische Kurse in den eigenen Räumlichkeiten oder bei verschiedenen Partnern:
- Verkehrsunterricht (VKU)
- Alkoholkurs (AK)
- Seniorenkurs (SK)
- Kurse für angehende Wirtinnen und Wirte
- Präventionsvorträge an Gymnasien und kantonalen Berufsschulen

Siehe auch: Beratungsstelle für Unfallverhütung (Stiftung)

### Qualitäts- und Umweltpolitik
Das ASS als Leistungserbringer im öffentlichen Dienst nimmt seine Vorbildfunktion mit den ISO-Zertifizierungen 9001:2015 (Qualitätsmanagement) und 14001:2015 (Umweltmanagement) sowie mit der Akkreditierung durch die SAS nach der EU-Norm 17020 für die Prozesse der technischen Fahrzeug- und Schiffskontrollen wahr. Eine Meinungsumfrage im 2023 bestätigte, dass 92 % von 503 Befragten vollumfänglich mit den Leistungen des Amtes zufrieden sind.